# 济源县
济源县，中国旧县名。
隋朝开皇十六年（596年）析轵县北部置。治所在今河南省济源市。属河内郡。元朝曾改置原州，寻复为县。1988年撤销，改设济源市。